# Lasioglossum nelumbonis
Lasioglossum nelumbonis är en biart som först beskrevs av Robertson 1890.  Den ingår i släktet smalbin och familjen vägbin. Inga underarter finns listade i Catalogue of Life.

## Beskrivning
Ett slankt bi med svart huvud och mellankropp. Tergiterna, segmenten på bakkroppens ovansida, är mörkbruna, mörkare hos honan. Behåringen är tunn och fjäderliknande. Honan har en kraftigare behårad pollenkorg (avsedd att samla in pollen) på baklåren, och en kraftigare bevuxen hårfläck på buken med samma syfte. Honan är omkring 6 till 8 mm lång, hanen mellan 6 och 6,5 mm.

## Ekologi
Arten, som flyger mellan april och november, anses vara specialiserad på näckrosväxter, även om den har observerats flyga till andra växter, förmodligen för nektar, som familjerna svaltingväxter och videväxter.
Inga säkra uppgifter finns om artens bovanor eller socialitet, men man antar att larvbona grävs ut under jord av en enda, och alltså solitär, hona.

## Utbredning
Utbredningsområdet omfattar östra Nordamerika från södra Kanada till sydöstra USA, framför allt öst- och sydkusten samt nordöstra och östra inlandet. I Kanada förekommer den i Ontario; i USA från Wisconsin över Minnesota till New York och New England samt söderut till Texas, Louisiana, Georgia och Florida.